# Kvalifikace na Mistrovství světa ve fotbale 1962
V kvalifikaci na Mistrovství světa ve fotbale 1962 se národní týmy z pěti fotbalových konfederací ucházely o 14 postupových míst na závěrečný turnaj. Pořadatelské Chile spolu s obhájcem titulu - Brazílií měli účast na závěrečném turnaji jistou. Kvalifikace se účastnilo 56 zemí.
| Region                                        | Počet místenek na finálovém turnaji pro tento region | Počet účastníků kvalifikace v tomto regionu |
| --------------------------------------------- | ---------------------------------------------------- | ------------------------------------------- |
| Afrika (CAF)                                  | 0,5                                                  | 6                                           |
| Asie (AFC)                                    | 0,5                                                  | 3                                           |
| Evropa (UEFA)                                 | 8+0,5+0,5                                            | 30                                          |
| Jižní Amerika (CONMEBOL)                      | 5,5 (včetně pořadatelského Chile a Brazílie)         | 7                                           |
| Severní, Střední Amerika a Karibik (CONCACAF) | 0,5                                                  | 8                                           |

* Poloviny míst znamenají místa v mezikontinentální baráži.

## Kvalifikační skupiny
Celkem 49 týmů sehrálo alespoň jeden kvalifikační zápas. Sehráno jich bylo 92 a padlo v nich 325 branek (tj. 3,53 na zápas).

### Afrika (CAF)
(6 týmů bojujících o 1 místo v mezikontinentální baráži)
Šestice účastníků byla v první fázi rozlosována do třech skupin po dvou, kde se utkali doma a venku. Vítěové skupin postoupili do druhé fáze, kde se utkali každý s každým doma a venku. Vítěz druhé fáze postoupil do mezikontinentální baráže proti týmu z Evropy.

### Asie (AFC)
(3 týmy bojující o 1 místo v mezikontinentální baráži)
Trojice účastníků vytvořila jednu skupinu, ve které se utkala systémem dvoukolově každý s každým doma a venku. Vítěz skupiny postoupil do mezikontinentální baráže proti týmu z Evropy.

### Evropa (UEFA)
(30 týmů bojujících o 8 místenek a dvě místa v mezikontinentální baráži)
Evropské kvalifikace se zúčastnilo 30 týmů včetně nečlenů UEFA - týmů  Izrael a  Etiopie. Ty byly rozděleny do 10 skupin po pěti, třech, resp. dvou týmech. Skupiny 1, 2, 3, 4, 5, 6 a 8 měly tři týmy. Ve skupině se utkal každý s každým dvoukolově doma a venku a vítěz skupiny postoupil na MS. Skupina 7 měla pět týmů. Ty se utkaly vyřazovacím systémem doma a venku o jedno místo na MS. Skupiny 9 a 10 měly dva týmy, které se utkaly doma a venku o postup do mezikontinentální baráže proti týmu z Afriky, resp. Asie.

### Jižní Amerika (CONMEBOL)
(7 týmů bojujících o 3 místenky a jedno místo v mezikontinentální baráže, do které byl tým přímo nalosován)
Ze sedmičky týmů byla  Paraguay nalosována do mezikontinentální baráže proti týmu ze zóny CONCACAF. Zbylá šestice byla rozlosována do třech skupin po dvou, ve kterých se týmy utkaly doma a venku. Vítězové skupin postoupili na MS.

### Severní, Střední Amerika a Karibik (CONCACAF)
(8 týmů bojujících o 1 místo v mezikontinentální baráži)
V první fázi byla osmička týmů rozdělena do tří skupin po třech, resp. dvou týmech. Ve skupinách se utkal každý s každým dvoukolově doma a venku. Vítězové skupin se následně ve druhé fázi utkali opět dvoukolově každý s každým doma a venku. Vítěz skupiny postoupil do mezikontinentální baráže proti týmu ze zóny CONMEBOL.

## Mezikontinentální baráže

### UEFA vs. CAF
12. listopadu 1961, Casablanca, Maroko –  Maroko 0 – 1  Španělsko
23. listopadu 1961, Madrid, Španělsko –  Španělsko 3 – 2  Maroko
| Poř. | Tým       | B | Z | V | R | P | VG | IG |
| ---- | --------- | - | - | - | - | - | -- | -- |
| 1    | Španělsko | 4 | 2 | 2 | 0 | 0 | 4  | 2  |
| 2    | Maroko    | 0 | 2 | 0 | 0 | 2 | 2  | 4  |

Španělsko postoupilo na Mistrovství světa ve fotbale 1962.

### UEFA vs. AFC
8. října 1961, Bělehrad, Jugoslávie –  Jugoslávie 5 – 1  Jižní Korea
26. listopadu 1961, Soul, Jižní Korea –  Jižní Korea 1 – 3  Jugoslávie
| Poř. | Tým         | B | Z | V | R | P | VG | IG |
| ---- | ----------- | - | - | - | - | - | -- | -- |
| 1    | Jugoslávie  | 4 | 2 | 2 | 0 | 0 | 8  | 2  |
| 2    | Jižní Korea | 0 | 2 | 0 | 0 | 2 | 2  | 8  |

Jugoslávie postoupila na Mistrovství světa ve fotbale 1962.

### CONMEBOL vs. CONCACAF
29. října 1961, Mexico City, Mexiko –  Mexiko 1 – 0  Paraguay
5. listopadu 1961, Asunción, Paraguay –  Paraguay 0 – 0  Mexiko
| Poř. | Tým      | B | Z | V | R | P | VG | IG |
| ---- | -------- | - | - | - | - | - | -- | -- |
| 1    | Mexiko   | 3 | 2 | 1 | 1 | 0 | 1  | 0  |
| 2    | Paraguay | 1 | 2 | 0 | 1 | 1 | 0  | 1  |

Mexiko postoupilo na Mistrovství světa ve fotbale 1962.